# Maurolicus imperatorius
Maurolicus imperatorius és una espècie de peix pertanyent a la família dels esternoptíquids.

## Descripció
- Fa 5,1 cm de llargària màxima.
- Nombre de vèrtebres: 32-34.[5][6]

## Hàbitat
És un peix marí i batipelàgic que viu entre 0-400 m de fondària.

## Distribució geogràfica
Es troba al Pacífic nord: Hawaii.

## Costums
És bentopelàgic.

## Observacions
És inofensiu per als humans.